# Opowieści niepokojące
Opowieści niepokojące (ang. Tales of Unrest) – pierwszy wydrukowany zbiór opowiadań Josepha Conrada. Książka, wydana w 1898 roku zawiera 4 opowiadania wcześniej opublikowane w różnych czasopismach i jedno nowe. W Polsce wydane w 1925, w tłumaczeniu Anieli Zagórskiej i Heleny Gay.

## Zawartość
- Karain, wspomnienie (Karain: A Memory), po raz pierwszy opublikowane w „Blackwood's Magazine” w 1897
- Idioci (The Idiots), po raz pierwszy opublikowany w „The Savoy” w 1896
- Placówka postępu (Outpost of Progress), po raz pierwszy opublikowany w „Cosmopolis” w 1897
- Powrót (The Return), nigdy wcześniej nie publikowany
- Laguna (The Lagoon), po raz pierwszy opublikowany w „Cornhill Magazine” w 1897

## Ekranizacje
- Jej powrót (1975), polska adaptacja opowiadania Powrót, w rolach gł. Beata Tyszkiewicz i Jerzy Zelnik,
- Gabrielle (2005) adaptacja opowiadania Powrót, reż. Patrice Chéreau, z udziałem Isabelle Huppert oraz Pascala Greggory,
- An Outpost of Progress (2016), adaptacja opowiadania Placówka postępu, reż. Hugo Vieira da Silva.